# Гней Сервілій Цепіон
Гней Сервілій Цепіон (213 — після 168 року до н. е.) — політичний, державний та військовий діяч Римської республіки, консул 169 року до н. е.

## Життєпис
Походив з патриціанського роду Сервіліїв, його гілки Цепіонів. Син Гнея Сервілія Цепіона, консула 203 року до н. е. 
У 179 році до н. е. його обрано курульним еділом. Під час своєї каденції повторив Римські ігри через зловісні ознаки. У 174 році до н. е. став претором й отримав як провінцію Дальню Іспанію.
У 172 році до н. е. увійшов до складу посольства до царя Персея Македонського, якому були заявлені вимоги Риму, а після їхнього відкидання, проголошено про розірвання союзу та дружби між обома державами.
У 169 році до н. е. його обрано консулом разом з Квінтом Марцієм Філіпом. За жеребом отримав Італію та Цизальпійську Галлію. разом із справами у своїх провінціях Цепіон займався й підготовкою до війни з Македонією, спрямувавши туди трьох легатів.
Про подальшу діяльність Гнея Сервілія Цепіона немає відомостей.

## Сім'я
Діти:
- Квінт Фабій Максим Сервіліан, консул 142 року до н. е.
- Гней Сервілій Цепіон, консул 141 року до н. е.
- Квінт Сервілій Цепіон, консул 140 року до н. е.